# Stanisława Dziegieć
Stanisława Dziegieć z domu Wróblewska (ur. 29 czerwca 1896 w Rudzie Guzowskiej, zm. 23 listopada 1988 w Łodzi) – polska nauczycielka, społecznik.

## Życiorys
Córka Franciszka Wróblewskiego obywatela Żyrardowa i jego żony Rozalii ze Stachlewskich. Dziecinne lata spędziła w domu rodzinnym w Żyrardowie. W ósmym roku życia rozpoczęła naukę szkolną, która trwała do 15 roku życia. Później naukę przerwała z powodu ciężkiej choroby. Po przebytej chorobie rodzice oddali ją do nauki szycia i robót kobiecych. W osiemnastym roku życia rozpoczęła pracę zarobkową. Posadę otrzymała w biurze fabrycznym i pracowała tam do jesienni 1914 roku tzn. do zamknięcia fabryki z powodu wybuchu I wojny światowej. Znając język niemiecki, przeszło rok uczyła tegoż języka w domu prywatnym. Następnie udzielała korepetycje. I jak wspomina w swoim życiorysie „… Wtedy zrodziło się we mnie zamiłowanie do zawodu nauczycielskiego i postanowiłam na tej drodze pozostać…” Żeby zdobyć wiedzę wjechała do Częstochowy i tam w roku 1917–1918 ukończyła roczny kurs ochroniarski w zakładzie Jadwigi Lucht-Michalskiej. W roku 1918–19 pracowała jako ochroniarka we wsi Chorzyna w powiecie wieluńskim.
Dnia 3 października 1919 roku otrzymała nominację na nauczycielkę w dwuklasowej szkole powszechnej w Siemkowicach. 

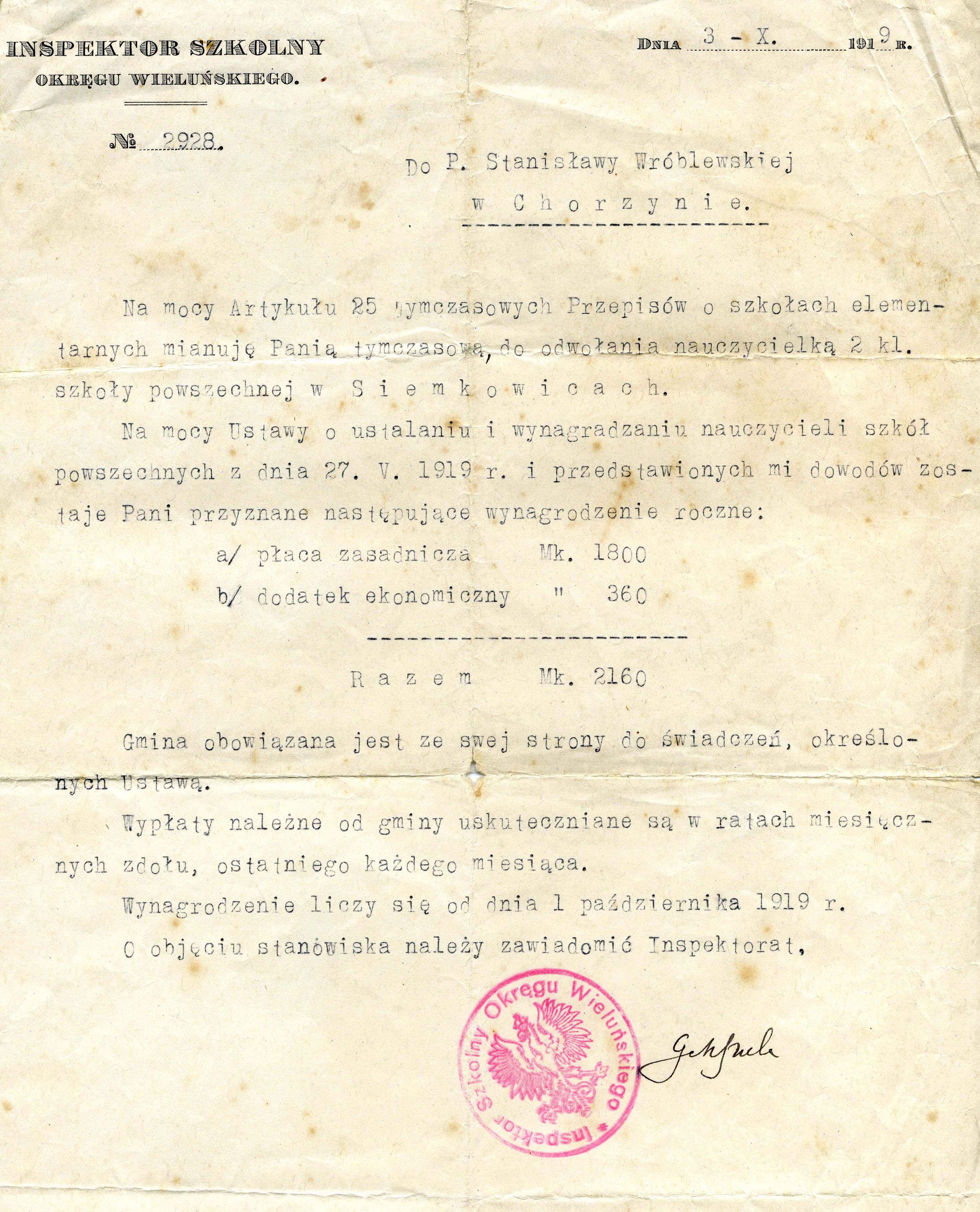
Mianowanie na nauczyciela w Siemkowicach, 1919 r.

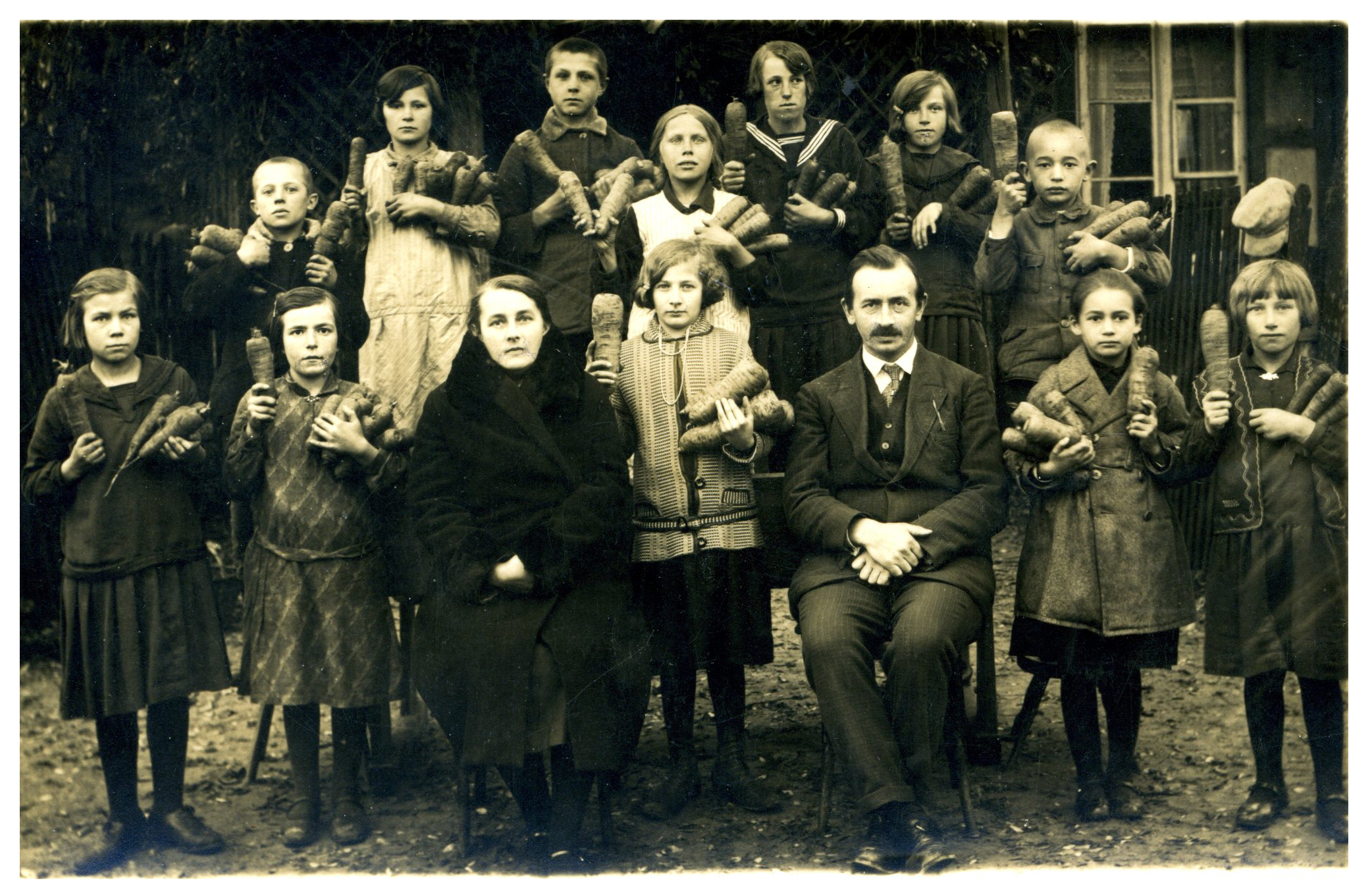
Stanisław z mężem Wincentym przed Szkołą w Siemkowicach ok. 1926 roku.

Od dnia 3 lipca do 28 lipca 1923 roku uczestniczyła w kursie geograficzno-przyrodniczym, który ukończyła z wynikiem ogólnym dobrym. W lipcu 1926 roku w Piotrkowie Trybunalskim zdała pierwszą część egzaminu nauczycielskiego z przedmiotów humanistycznych z wynikiem dobrym, a w sierpniu roku 1927 w Łukowie złożyła egzamin z przedmiotów matematyczno-fizycznych również z wynikiem dobrym. W kwietniu 1927 r. w Łodzi zdała egzamin z przedmiotów metodyczno-pedagogicznych z wynikiem ogólnym bardzo dobrym. Z dniem 15 września 1927 roku została zaliczona w poczet nauczycieli wykwalifikowanych.
Z dniem 1 lutego 1945 roku podejmuje na nowo obowiązki nauczyciela w Szkole Powszechnej w Siemkowicach, a 30 czerwca 1958 przechodzi na emeryturę.
Pracowała również na terenie wsi społecznie w Lidze Katolickiej Kobiet i w Kole Gospodyń Wiejskich.
Zmarła 23 listopada 1988 roku w Łodzi i została pochowana na cmentarzu w Siemkowicach.

## Rodzina
Poślubiła 28 lipca 1920 roku, kościele parafialnym św. Marcina w Siemkowicach, Wincentego Dziegiecia, miała dwoje dzieci: Marię Ewę ur. 1923 i Jerzego ur. 1921.

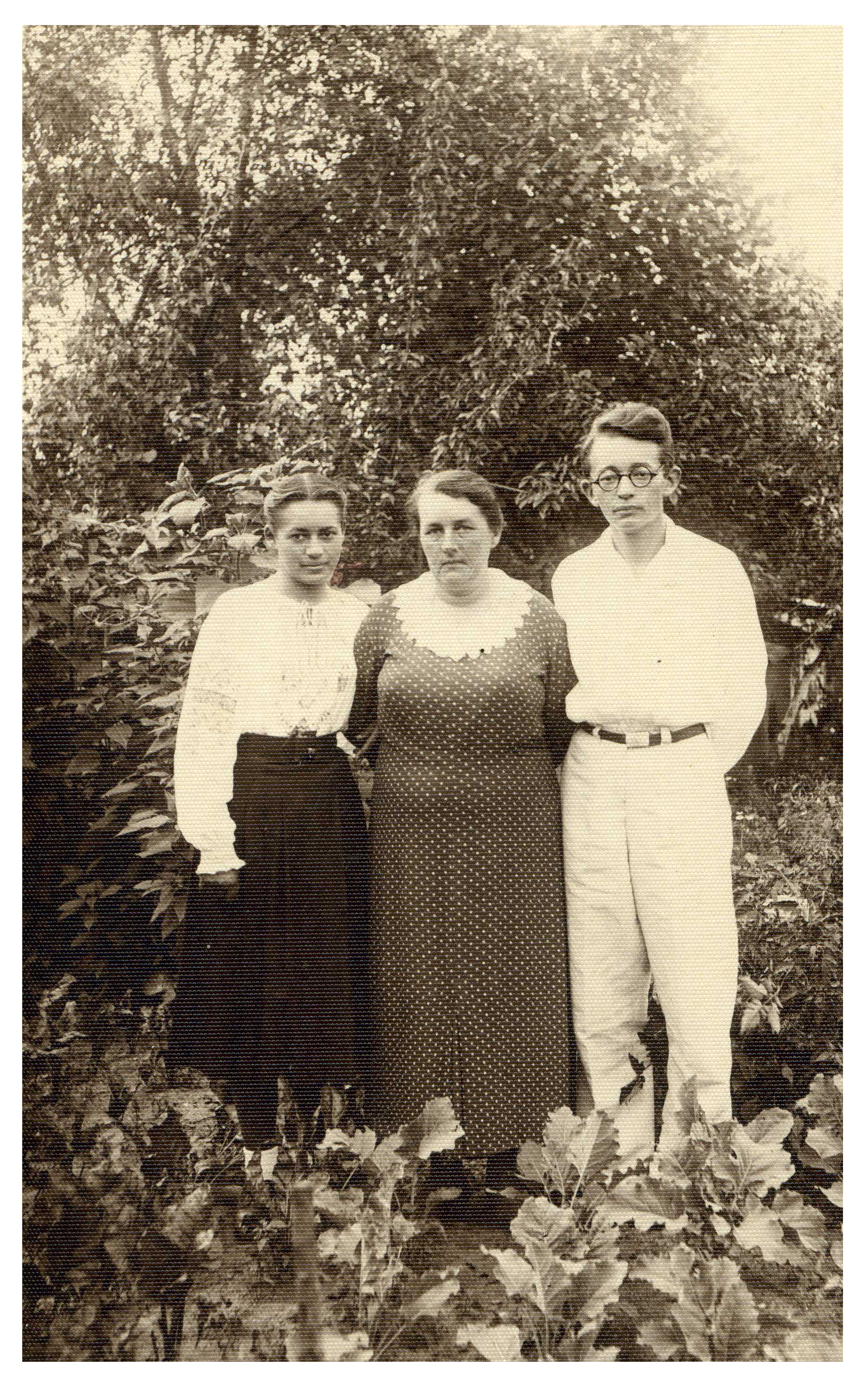
Stanisława Dziegieć z dziećmi ok. 1938

## Odznaczenia
Dnia 23 września 1976 roku otrzymała Złotą Odznakę ZNP.

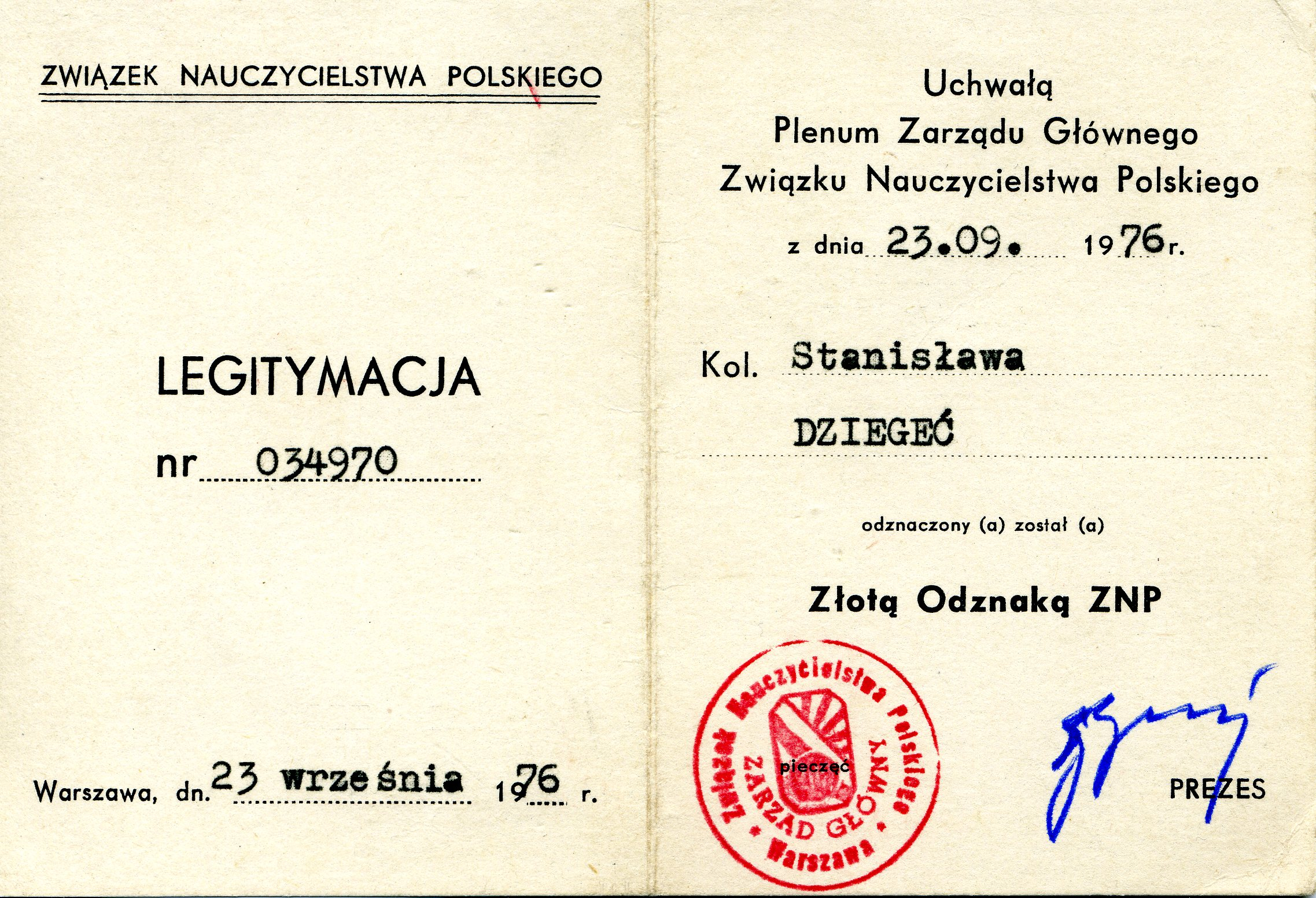
Legitymacji z oznaczeniem Złotą oznaką ZNP

Za wybitne zasługi dla gminy Siemkowice, uchwałą nr XXIII/61/82 Gminnej Rady Narodowej z dnia 8 września 1982 roku, została nazwana ulica Wincentego i Stanisławy Dziegieciów.